# Schloss Löwen

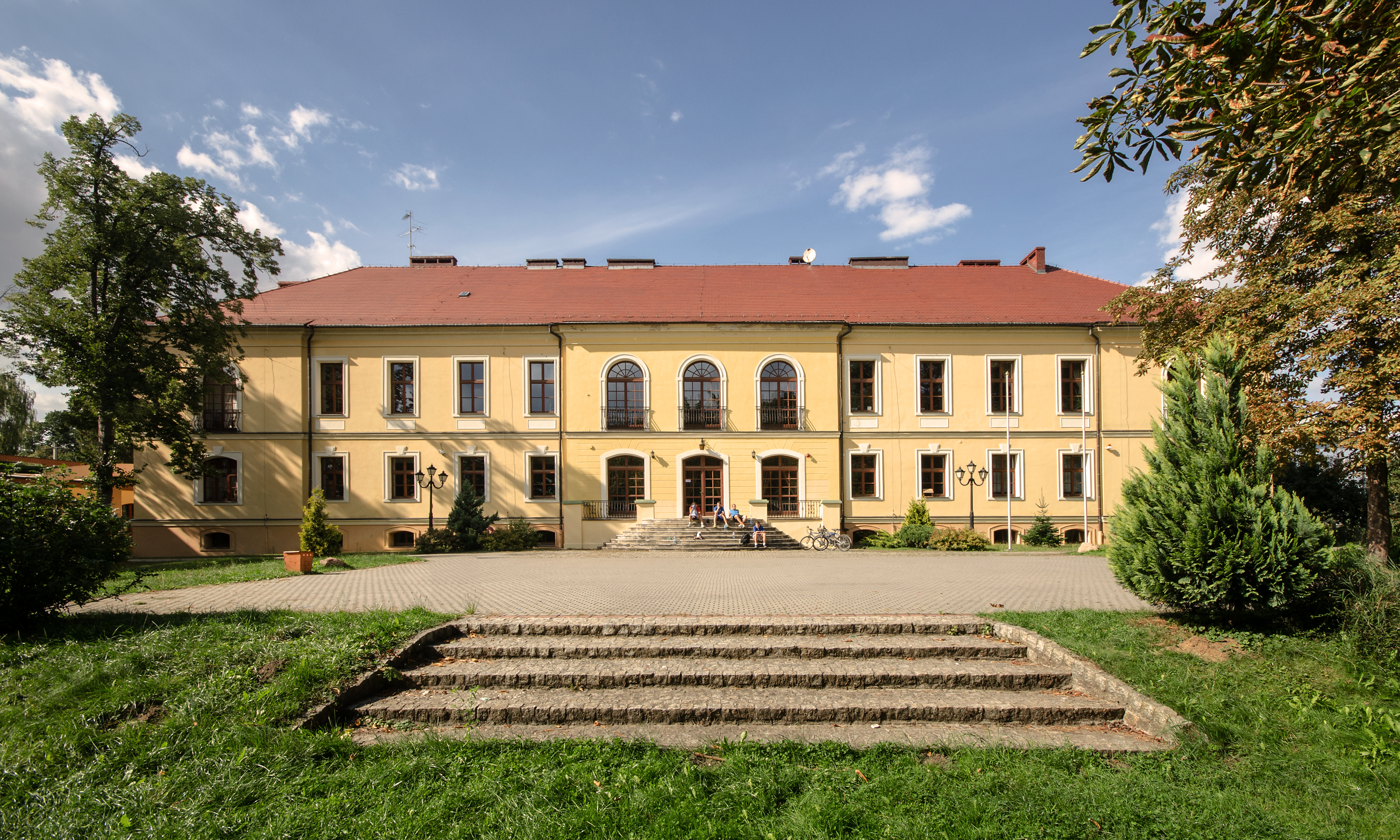
Schloss Löwen

Das Schloss Löwen (polnisch Pałac Lewin Brzeski) ist ein Schloss in Lewin Brzeski (Löwen), Woiwodschaft Oppeln, in Polen. Historisch gehörte es zum Herzogtum Brieg.

## Geschichte
Das Schloss geht zurück auf einen Holzbau, der um 1680 abbrannte. Graf Otto Leopold von Beeß ließ 1722 das heutige Barockschloss erbauen. Nach 1790 waren die Nostitz Eigentümer, ab 1796 gelangte das Schloss durch Verkauf an Hans Gottlieb von Stosch. Um 1870 gelangte das Schloss und die zugehörige Mühle an Carl Scholtz, 1918 an Friedrich Bilzer. Die Bilzer ließen den Bau unter Beseitigung älterer Bauelemente restaurieren.
Ab 1947 wurde das Schloss von der Volksrepublik Polen in eine Zuckerfachschule umgebaut.